# Dicranomyia persordida
Dicranomyia persordida là một loài ruồi trong họ Limoniidae. Chúng phân bố ở miền Cổ bắc.